# صدقي كبلو
صدقي كبلو اقتصادي سوداني تخرج من جامعة الخرطوم كلية الاقتصاد بمرتبة الشرف في الاقتصاد ونال درجة الماجستير من جامعة الخرطوم ودبلوم التخطيط التنموي من نابولي والدكتوراة من جامعة ليدز من بريطانيا، مهتم بقضايا التنمية والعولمة والديمقراطية وحقوق الإنسان

## إتجاهاته السياسية
ناشط سياسي وعضو اللجنة المركزية للحزب الشيوعي السوداني منذ المؤتمر الخامس يناير.2009. تم اعتقاله بشكل متكرر اثناء فترة الرئيس السوداني الاسبق جعفر محمد نميري ثم في عهد الرئيس السوداني السابق عمر حسن احمد البشير 

### مؤلفاته
كتب كتابا عن ذكرياته في السجن نشرته دار عزة للنشر بالخرطوم بعنوان «ذكريات معتقل سياسي أيام نميري»، ونشرت له دار عزة «موسم الهجرة لليمين»، و «من يقودالرأسمالية السودانية» و «نظرية الثورة السودانية»، و «اقتصاديات الثورة والدولة المهدية» 
نشر مقالات في الصحف السودانية والمجلات العلمية وقدم أوراق لعدة مؤتمرات عالمية فهو عضو مؤسس للمنظمة السودانية لحقوق الإنسان وشغل بها مواقع قيادية آخرها رئيس المنظمة عام1999م.